# Ulica Marszałka Józefa Piłsudskiego w Tarnowskich Górach
Ulica Marszałka Józefa Piłsudskiego w Tarnowskich Górach – jedna z głównych ulic Tarnowskich Gór, ważna arteria komunikacyjna dzielnicy Śródmieście-Centrum.

## Przebieg
Ulica rozpoczyna się obok dworca autobusowego Międzygminnego Związku Komunikacji Pasażerskiej w Tarnowskich Górach. Dalej biegnie w kierunku południowym przez rondo ppłk. pilota inż. Karola Gustawa Ranoszka. Swój bieg kończy u wylotu ulicy Krakowskiej, a jej kontynuacją jest ulica Bytomska.

## Nazwa

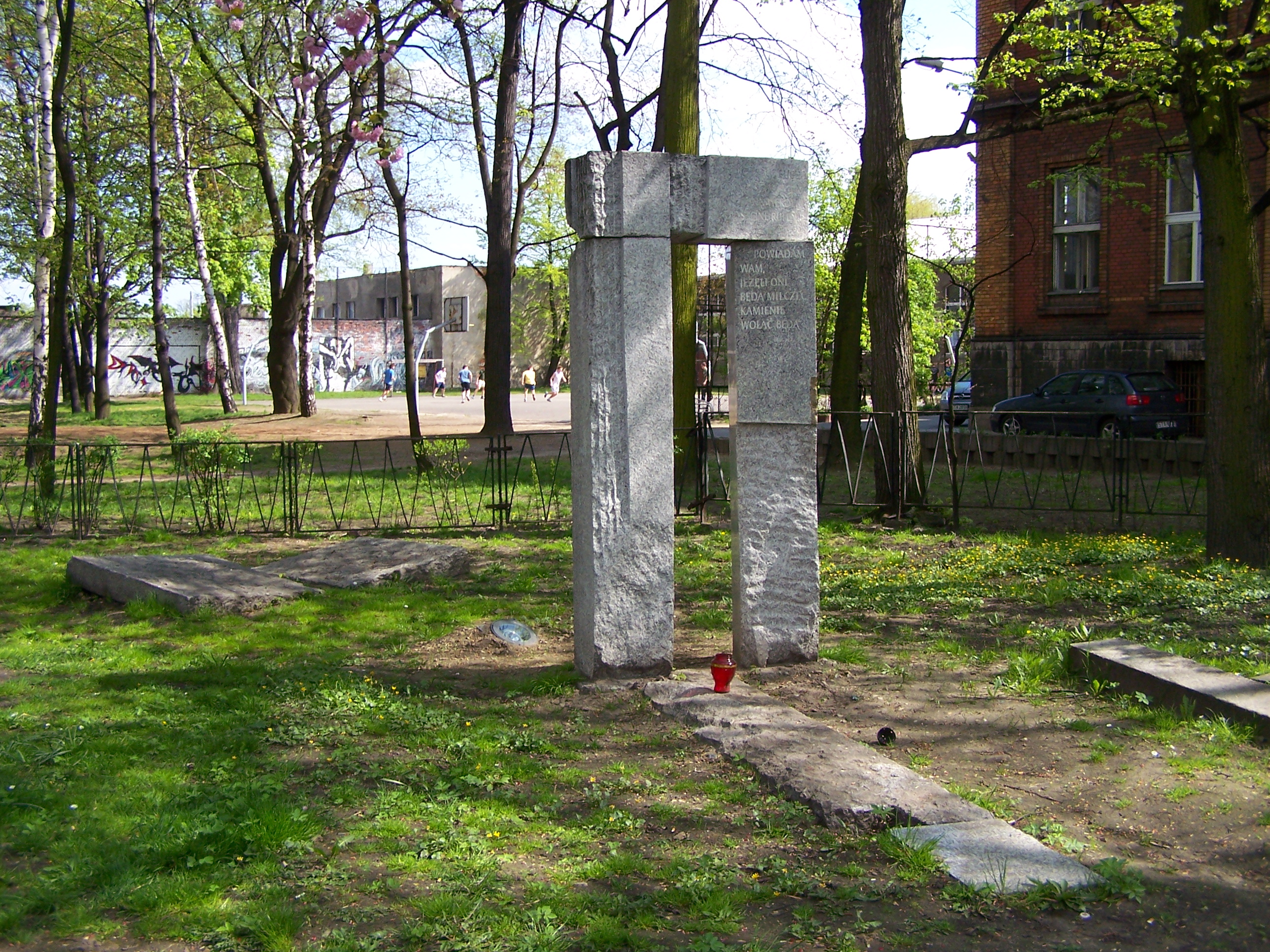
Pomnik upamiętniający dawny cmentarz ewangelicki

Do 1925 oraz w latach 1939–1945 ulica nazywała się Bahnhofstraße i Georgenbergerstraße, w latach 1925–1935 ulica Kolejowa i ulica Lasowicka, w latach 1935–1939 ulica Marszałka Józefa Piłsudskiego, zaś między 1945 a 1990 ulica Armii Czerwonej.

## Historia
Do ok. 1832 obecny początkowy odcinek ulicy Piłsudskiego był położony za tzw. Bramą Krakowską – miejscem poboru myta – a więc poza obszarem miasta i miał postać obszernego placu (obecnie Plac Wolności) zwanego Krakowskim Przedmieściem (niem. Krakauer Vorstadt). W XVI wieku znajdowały się na nim domy biedoty, zaś w 1. połowie XIX wieku – stodoły należące do mieszczan. Ulica Piłsudskiego (wtedy jeszcze jako Bahnhofstraße) powstała po 1857 roku jako droga prowadząca do nowo powstałej stacji kolejowej.

## Budynki

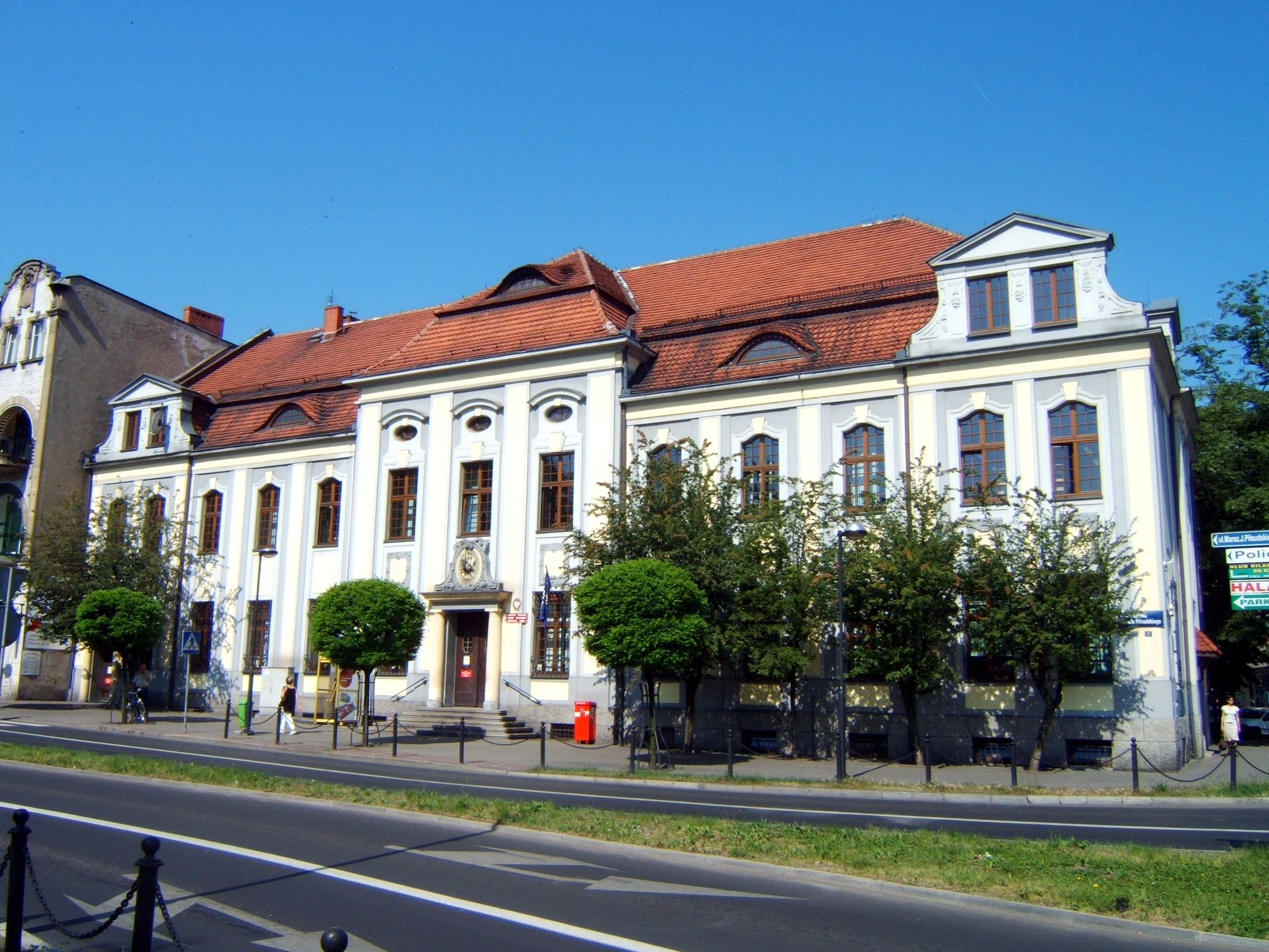
Budynek poczty (ul. Piłsudskiego 12)

Przy ulicy marszałka Józefa Piłsudskiego znajdują się:
- zabytkowy budynek poczty (ul. marsz. J. Piłsudskiego 12); wpisany do rejestru zabytków 30 kwietnia 1996 (nr rej.: A/1296/23[6]); wzniesiony w 1907 w stylu neobarokowym, według projektu berlińskiego architekta Hane[7][8];
- zabytkowe kamienice staromiejskie, będące częścią układu urbanistycznego miasta; wpisane do rejestru zabytków 27 kwietnia 1966 (nr rej.: A/610/66)[7];
- zabytkowy budynek II LO im. S. Staszica; wpisany do rejestru zabytków 7 grudnia 2011 (nr rej.: A/358/11)[7]; we wnętrzu znajduje się tablica, upamiętniająca nauczycieli i wychowanków szkoły, poległych w czasie II wojny światowej[9];
- zabytkowy dworzec kolejowy (odnowiony w 2007);
- Centrum Handlowo-Usługowe „HALA” – w miejscu którego oraz sąsiadującego z nim skweru niegdyś znajdował się cmentarz ewangelicki;
- budynek Przychodni Specjalistycznej nr 1 i nr 2 z 1931, zaprojektowany w stylu funkcjonalizmu – na jego północnej ścianie aż do 2015 roku widniały ślady po ostrzeliwaniu bronią małokalibrową z czasu II wojny światowej[10]
- secesyjna kamienica przy ul. Piłsudskiego 10 – mieszcząca niegdyś kawiarnię Café Kaiserkrone[11].

## Komunikacja

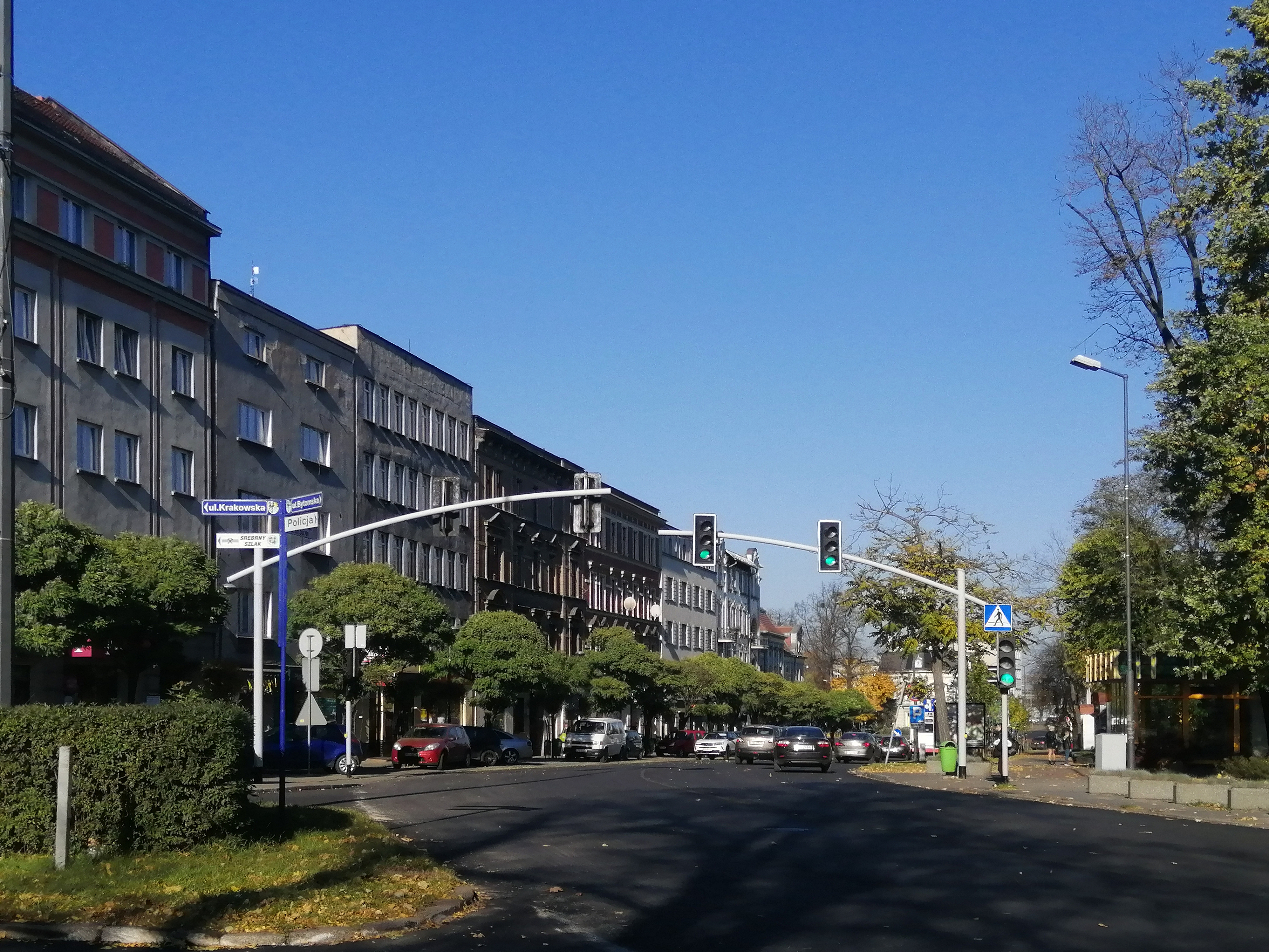
Początek ul. Piłsudskiego w rejonie skrzyżowania z ul. Krakowską i Bytomską

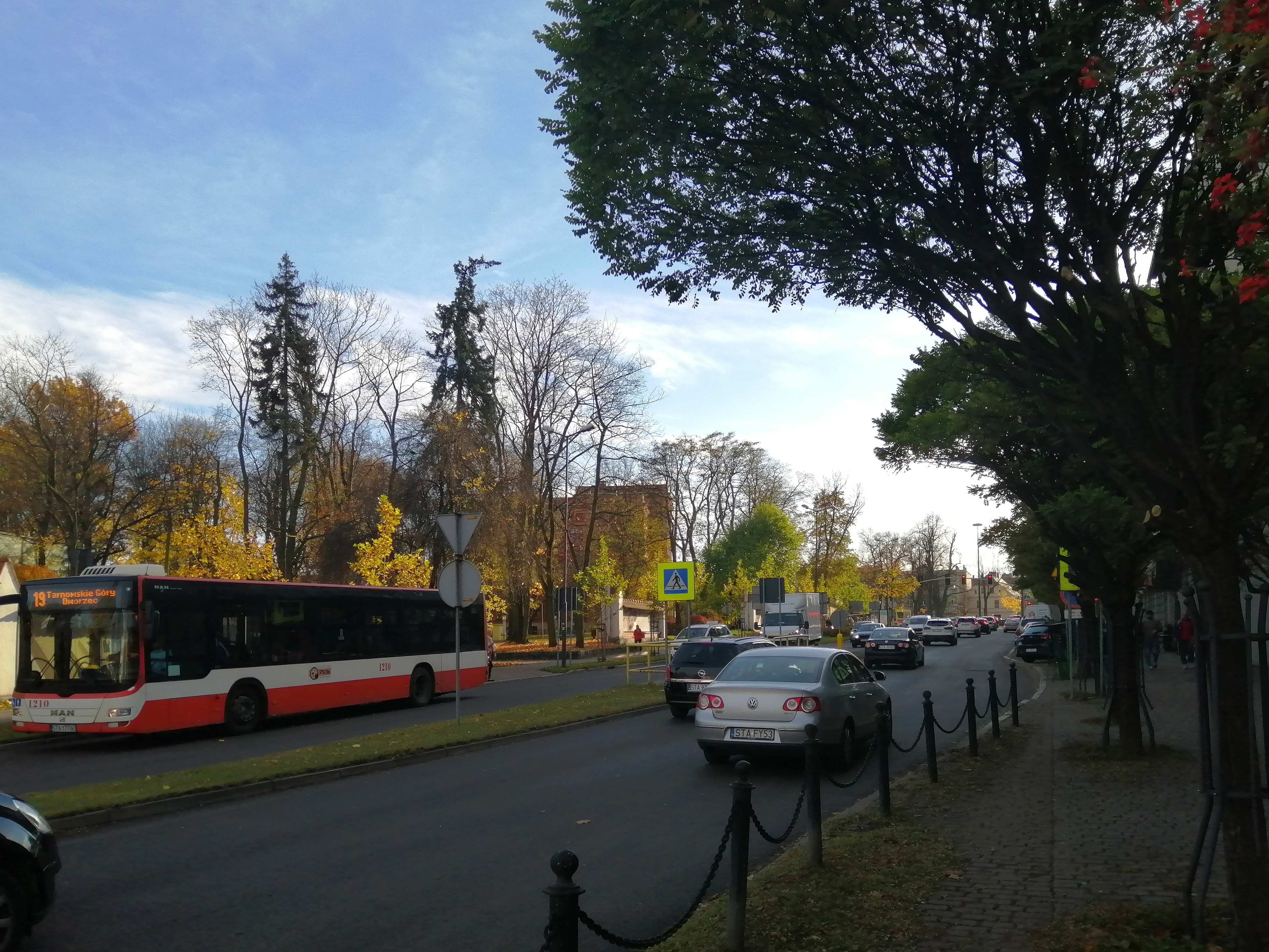
Ruch na ul. Piłsudskiego w godzinach szczytu

Ulica Piłsudskiego jest jedną z najważniejszych i najbardziej ruchliwych ulic Tarnowskich Gór. Jest częścią dróg powiatowych numer 3276S i 3278S powiatu tarnogórskiego. Są to drogi klasy G. Na odcinku od ronda Ranoszka do skrzyżowania z ulicą Krakowską ma cztery pasy ruchu: dwa w stronę północną i dwa w południową.
Według stanu z sierpnia 2024 roku ulicą Piłsudskiego kursują autobusy organizowane przez Zarząd Transportu Metropolitalnego , obsługujące następujące linie:

- M3 (Tarnowskie Góry Dworzec – Katowice Piotra Skargi),
- M14 (Gliwice Centrum Przesiadkowe – Tarnowskie Góry Dworzec – Pyrzowice Port Lotniczy (Katowice Airport) – Siedliska Cargo),
- M102 (Tarnowskie Góry Dworzec – Bytom Dworzec),
- M107 (Tarnowskie Góry Dworzec – Pyskowice Szpitalna),
- 3 (Osada Jana Pawilon – Stare Tarnowice GCR),
- 5 (Tarnowskie Góry Dworzec – Katowice Plac Wolności),
- 19 (Tarnowskie Góry Dworzec – Bytom Plac Sikorskiego),
- 64 (Stare Tarnowice Pętla – Tarnowskie Góry Dworzec),
- 80 (Tarnowskie Góry Dworzec – Gliwice Centrum Przesiadkowe),
- 83 (Tarnowskie Góry Dworzec – Zabrze Goethego),
- 87 (Tarnowskie Góry Dworzec – Żyglin Kościół),
- 134 (Tarnowskie Góry Dworzec – Wieszowa Stacja Paliw),
- 142 (Tarnowskie Góry Dworzec – Strzybnica Kościelna),
- 151 (Miasteczko Śląskie Huta – Tarnowskie Góry Dworzec),
- 158 (Tarnowskie Góry Dworzec – Rokitnica Pętla),
- 173 (Tarnowskie Góry Dworzec – Stroszek Kopalnia),
- 174 (Sowice Czarna Huta – Bobrowniki Śląskie),
- 179 (Tarnowskie Góry Dworzec – Siedliska),
- 191 (Tarnowskie Góry Dworzec – Boniowice Szkoła),
- 192 (Tarnowskie Góry Dworzec – Chorzów Stary Szyb Prezydent),
- 246 (Tarnowskie Góry Dworzec – Ożarowice Urząd Gminy),
- 289 (Tarnowskie Góry Dworzec – Repty Śląskie Witosa),
- 614 i 615 (Rybna Lotników – Miasteczko Śląskie Osiedle),
- 646 (Tarnowskie Góry Dworzec – Orzech Kolejowa),
- 671 (Pniowiec Pętla – Tarnowskie Góry Dworzec),
- 735 (Bytom Dworzec – Tarnowskie Góry Dworzec),
- 738 (Tarnowskie Góry Dworzec – Siewierz Dom Kultury),
- 745 (Tarnowskie Góry Dworzec – Lasowice Andersa – Tarnowskie Góry Dworzec),
- 749 (Tarnowskie Góry Plac Zembali – Stare Tarnowice GCR),
- 780 (Szarlej Kaufland – Stare Tarnowice GCR).

Nie zatrzymują się one jednak przy tej ulicy, a najbliższe obsługiwane przystanki znajdują się przy ul. Pokoju (dworzec autobusowy), ul. Bytomskiej i ul. Nakielskiej.

## Mieszkalnictwo
Według danych Urzędu Stanu Cywilnego na dzień 31 grudnia 2022 roku przy ulicy Piłsudskiego zameldowanych na pobyt stały było 116 osób.